# 압디라만 압디 사망사건
압디라만 압디의 사망 사건(Abdirahman Abdi의 死亡事件)은 캐나다 온타리오주의 흑인계 30대 남성이 오타와시 경찰의 체포 과정에서 갑작스런 심근경색으로 2016년 7월 24일 사망한 사건이다.

## 사건 발생 / 경위
2016년 7월 24일 오전 9:30경, 오타와시 경찰이 힌톤버그 다리 근처의 커피숍에서 한 흑인 남성이 여성 고객을 추행한 뒤 난동을 부리고 있다는 신고를 받고 출동했다. 현장에 도착한 경관 두 명은 다리 근처의 아파트에서 거주하는 소말리아계 37세 캐나다인 압디라만 압디를 용의자 삼고 심문할 목적으로 접근했다. 압디가 협조를 하지 않고 거세게 저항하자 경관들은 무력으로 이를 제지하려던 도중 압디는 현장에서 도주하기 시작했다. 목격자들의 보고에 따르면, 경관들은 약 250ｍ의 추격 끝에 압디가 거주하던 주택 인근에서 그를 무력으로 거리 바닥에 제압한 뒤 머리, 다리와 팔 등을 봉으로 가격했고, 이 도중 압디는 심근경색증을 보이며 응급치료를 요청했다. 오전 약 9:52경 현장에 도착한 구급요원들은 의식을 잃은 압디에게 즉시 심폐소생술을 시도한 뒤 근처에 위치한 오타와 시민 병원으로 긴급 이송하였지만, 결국 압디는 다음 날 사망했다.
사건 현장 커피숍 주인의 증언해 따르면 압디는 평소에도 인근 길거리를 지나가는 여성들을 추행하는 집착스런 행동으로 자주 소란을 일으켜 직원들과 마찰이 있었다고 한다. 또한, 압디의 가족들의 말에 따르면 그는 예전부터 우울증 등 정신병력이 있었다고 언론을 통해 보도되었다.

## 사회반응
다음 날, 오타와 경찰은 압디가 체포 과정 도중에 사망했다고 공식적으로 표명했다. 한편, 사건 당일 오타와 경관들의 무력 제압으로 바닥에 쓰러져있는 압디의 동영상이 온라인에 공개되었고, 이로 인해 오타와 흑인 사회와 무슬림 단체 등에서 흑인에 대한 경찰 폭력 비난의 쟁점이 되었다. 이에 대해 캐나다무슬림협회는 이날 성명을 내고 "신속하고 투명한 조사가 이루어져야 한다"고 촉구했다. 압디가 살고있던 아파트 단지 앞에는 그의 사망을 애도하는 꽃다발과 함께 최근 미국에서 경찰 폭력을 계기로 부각된 인권 구호 '흑인의 생명도 소중하다(Black Lives Matter)'는 문구도 등장했다. 그리고 7월 29일, 오타와 모스크에서 열려진 압디의 장례식에는 약 2,000명의 추모객들이 참석했다고 언론에 보도되었다.

## 공식수사
논란이 일자 오타와 경찰은 해당 경관 2명을 상대로 감찰 조사를 시작했다고 발표했다. 이중 한 명은 조직 폭력 전담 경관으로 당일 순찰 업무를 지원하고 있었던 것으로 알려졌다. 3월 6일, 2017, 조사를 담당한 검찰은 경관 대니엘 몬시온을 과해 치사와 가중폭행 혐의 등으로 공식 기소하였다. 법원의 판결은 2020년 후반기에 발표될 것으로 알려져 있다.

## 같이 보기
- 조지 플로이드 사망 사건

- 트레이번 마틴 피살 사건

- 마이클 브라운 총격 사건
- 레키아 보이드 피살사건
- 아다마 트라오레 사망사건

- 에릭 가너 피살 사건

- 퍼거슨 불온사태

- Black Lives Matter